# Amt Creuzburg (Sachsen-Eisenach)
Das Amt Creuzburg war eine territoriale Verwaltungseinheit des Herzogtums Sachsen-Eisenach. Es gehörte mit dem Landesteil Sachsen-Eisenach zu verschiedenen Ernestinischen Herzogtümern. Ab 1741 gehörte es zum Herzogtum Sachsen-Weimar-Eisenach, welches 1815 zum Großherzogtum Sachsen-Weimar-Eisenach wurde.
Bis zur Verwaltungs- und Gebietsreform des Großherzogtums Sachsen-Weimar-Eisenach im Jahr 1850 und der damit verbundenen Auflösung bildete es als Amt den räumlichen Bezugspunkt für die Einforderung landesherrlicher Abgaben und Frondienste, für Polizei, Rechtsprechung und Heeresfolge.

## Geographische Lage

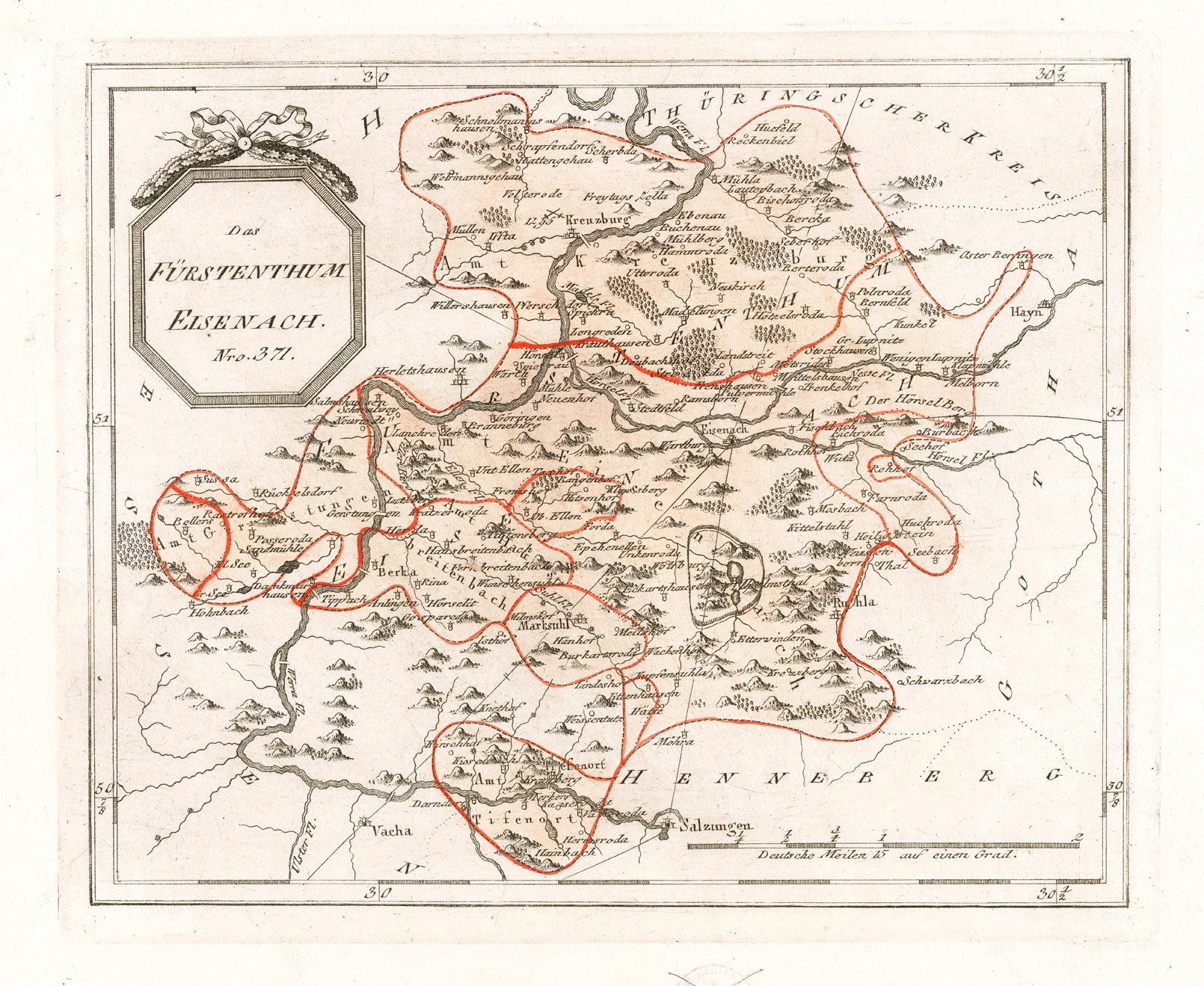
Das Amt Creuzburg im Fürstentum Eisenach im 18. Jahrhundert

Das Amt Creuzburg lag im Tal der Werra zwischen Ringgau im Westen, Hainich im Osten, Thüringer Wald im Süden und dem Schnellmannshäuser Tal im Norden. Werrazuflüsse im Amt sind die untere Hörsel, die Ifta, der Lauterbach und der Schnellmannshäuser Bach. Berge im Amt waren u. a. der Stöckigtsberg und der Breitenberg. In Hörschel am Thüringer Wald beginnt der Rennsteig.
Das Amtsgebiet liegt heute im Westen des Freistaats Thüringen und im Norden des Wartburgkreises. Die westliche Amtsgrenze ist seit Jahrhunderten Staats- bzw. Landesgrenze und war zwischen 1945 und 1990 Teil der Innerdeutschen Grenze.

## Angrenzende Verwaltungseinheiten
Das Amt Creuzburg grenzte an folgende Gebiete:
- Norden: Ganerbschaft Treffurt (Kondominium des Kurfürstentums Sachsen, der Landgrafschaft Hessen und Kurmainz, ab 1815 zum preußischen Landkreis Mühlhausen)
- Osten: Amt Langensalza (Kurfürstentum Sachsen, ab 1815 zum preußischen Landkreis Langensalza) und Gerichtsorte (Exklaven) der Herren von Hopffgarten (Herzogtum Sachsen-Gotha)
- Süden: Amt Eisenach (Herzogtum Sachsen-Eisenach)
- Westen: Ämter Sontra, Bischhausen, Wanfried (Landgrafschaft Hessen, seit 1567 Landgrafschaft Hessen-Kassel, seit 1803 Kurfürstentum Hessen)

## Geschichte

### Wettinische Landgrafschaft Thüringen
Das Gebiet um Creuzburg kam 1137 in den Besitz der ludowingischen Landgrafen von Thüringen. Nach deren Aussterben wurden im Verlauf des Thüringer Erbfolgekrieges (1247–1264) die Wettiner neue Landgrafen von Thüringen. Unter ihnen wurde die 1165 bis 1170 erbaute Burg Creuzburg zum Verwaltungsmittelpunkt des Amts Creuzburg, welches im Osten bis zum Kamm des Hainichs, im Süden bis in das Hörseltal, im Westen bis zum Ringgau und im Norden bis zum Heldrastein reichte. Neben der Verwaltungsfunktion nahm die Creuzburg auch eine Schutzfunktion der Werrabrücke in der 1213 gegründeten Stadt Creuzburg wahr, über die die Handelstraße Lange Hessen von Frankfurt nach Eisenach führte. Die Herren von Creuzburg waren Burgritter auf der gleichnamigen Burg. Als Grund- und Lehnsherren dienten sie unter den Thüringer Landgrafen, von denen sie in der Folgezeit mit einigen Orten im Amt Creuzburg belehnt wurden.
Nach einer Fehde mit den Treffurter Rittern wurde im Jahr 1336 ihr bis dahin selbständiges Herrschaftsgebiet, welches nördlich von Creuzburg lag, unter den drei Siegermächten, den Landgrafen von Thüringen und Hessen sowie dem Erzbistum Mainz, aufgeteilt. Bei diesem Teilungsvorgang entstand die Ganerbschaft Treffurt. Einige Randgebiete fielen als Entschädigung für die Kriegskosten an die jeweils angrenzenden Herrschaften. So kam das obere Schnellmannshäuser Tal mit Volteroda, Schrapfendorf und Hattengehau sowie den halben (oberen) Teil von Schnellmannshausen an das wettinische Amt Creuzburg. Die Treffurter Herren waren 1104 als Schutzvögte der Propstei Zella und von Bischofroda eingesetzt worden. Nach der Niederlage der Treffurter Ritter verblieb die Propstei Zella bei Kurmainz und wurde weiterhin vom Erfurter Peterskloster aus verwaltet, die Schutzmacht übernahm allerdings nun der Amtmann der Creuzburg. Die zugehörigen Besitzungen in Bischofroda, Hötzelsroda wurden hingegen in das Amt Creuzburg eingegliedert.

### Kurfürstentum Sachsen
Die thüringischen Besitzungen der Wettiner wurden schrittweise in den wettinischen Gesamtstaat integriert, zu dem auch die Markgrafschaft Meißen und seit 1423 das Herzogtum Sachsen-Wittenberg gehörten. Mit dem Erwerb der Kurwürde von Sachsen-Wittenberg gingen diese Gebiete im Kurfürstentum Sachsen auf, die Regierung Thüringens wurde zu dieser Zeit noch von anderen wettinischen Verwandten ausgeführt. Kurfürst Friedrich der Sanftmütige erhielt im Jahr 1440 durch einen wettinischen Heimfall letztlich auch die Landgrafschaft Thüringen.
Bei der Leipziger Teilung der wettinischen Besitzungen zwischen den Brüdern Ernst und Albrecht kam das Amt Creuzburg im Jahr 1485 als Teil der Landgrafschaft Thüringen zum Kurfürstentum Sachsen der Ernestiner. Die Reformation wurde im Jahr 1523 eingeführt. In der Folge des Bauernkriegs verließen 1525 die Mönche die Propstei Zella bei Frankenroda. Entsprechend der ganerblichen Verträge wurde die Propstei wieder hergestellt. Da aber die angrenzenden Orte bereits zum Protestantismus übergetreten waren, zeigte die Wiederbesetzung des kleinen Klosters wenig Erfolg und man wandelte den Ort in einen landwirtschaftlichen Gutshof um. Jedoch blieben bis zum Anheimfall der prälatischen Lehen in Bischofroda und Berka vor dem Hainich an das herzogliche Amt Creuzburg einige Einwohner der protestantischen Dörfer als Untertanen des Petersklosters in Erfurt auf der Grundlage der fortdauernden Verträge an das Erzbistum Mainz gebunden.
Durch die Folgen des Schmalkaldischen Krieges verloren die Ernestiner 1547 die Kurwürde, wodurch ihre Besitzungen im Herzogtum Sachsen vereinigt wurden.

### Ernestinische Herzogtümer
Bei der Erfurter Teilung des Herzogtums Sachsen im Jahr 1572 wurde das Amt Creuzburg dem Herzogtum Sachsen-Coburg-Eisenach zugeteilt. Infolge verschiedener Erbteilungen und Gebietsvereinigungen gehörte das Amt danach zu folgenden Herzogtümern:
- 1596–1633: Herzogtum Sachsen-Eisenach
- 1633–1638: Herzogtum Sachsen-Coburg-Eisenach
- 1638–1641: Herzogtum Sachsen-Weimar
- 1641–1644: Herzogtum Sachsen-Eisenach
- 1644–1662: Herzogtum Sachsen-Weimar
- 1662–1741: Herzogtum Sachsen-Eisenach.

Seit 1741 gehörte das Amt Creuzburg zum Herzogtum Sachsen-Weimar-Eisenach, welches 1815 zum Großherzogtum ernannt wurde.
1849/50 erfolgte im Großherzogtum Sachsen-Weimar-Eisenach die Trennung der Rechtsprechung von der Verwaltung. Das Amt Creuzburg kam mit anderen Ämtern des Eisenacher Kreises zum Verwaltungsbezirk Eisenach, der auch als III. Verwaltungsbezirk bezeichnet wurde. Durch Einführung der neuen Gerichtsordnung im Jahr 1879 wurde das ganze bisherige Justizamt Creuzburg mit den Gemeindebezirken Bischofroda, Creuzburg, Ebenau, Ifta, Krauthausen, Madelungen, Mihla, Pferdsdorf, Scherbda, Schnellmannshausen, Spichra, Uetteroda, Volteroda und Wolfmannsgehau dem Amtsgerichtsbezirk Eisenach angegliedert.

## Zugehörige Orte
Städte
- Creuzburg

Amtsdörfer
- Berka vor dem Hainich (Amtsanteil)
- Ifta
- Pferdsdorf
- Schnellmannshausen (ernestinischer Anteil; Oberdorf)
- Stregda
- Ütteroda

Für den Ort Ebenshausen, welcher in der Exklave des Amts Haineck (Hopffgartensches Gericht im Herzogtum Sachsen-Gotha) lag, nahm das Amt Creuzburg die Zivilgerichtsbarkeit wahr. Die Kriminalgerichtsbarkeit lag bei den Herren von Hopffgarten, Abgaben und Steuern mussten an die Herren von Harstall in Mihla gezahlt werden.
Adlige Dörfer
| - Berka vor dem Hainich (Adliger Anteil) - Berteroda - Bischofroda - Hörschel (Adliger Anteil im Amt Creuzburg) - Hötzelsroda | - Krauthausen - Madelungen - Mihla - Probsteizella - Scherbda | - Spichra - Wernershausen |

Höfe
| - Buchenau - Deubachshof - Ebenau - Eschenborn - Freitagszella (1802 erstmals erwähnt) | - Hahnroda - Hattengehau - Lengröden - Landstreit - Metzelsroda | - Mihlberg - Schrapfendorf - Volteroda - Wilhelmsglücksbrunn - Wolfmannsgehau |

Burgen
- Burg Creuzburg

Wüstungen
- bei Berka vor dem Hainich: Ettenroda und Sultzrieden
- bei Bischofroda: Hahnerode, Kalkofen
- bei Mihla: Harstall, Almenhausen und Werthausen
- bei Scherbda: Hinterscherbda
- bei Schnellmannshausen: Reimannshausen und Hilvershausen